# Melody B. Choi
Melody B. Choi (zumeist nur Melody Choi; * 2001 in Kanada) ist eine kanadische Schauspielerin chinesischer Abstammung. Im Jahre 2011 wurde sie mit einem Young Artist Award ausgezeichnet und in zwei weiteren Kategorien nominiert.

## Leben und Karriere
Die im Jahre 2001 in Kanada als Tochter chinesischstämmiger Eltern geborene Melody Choi begann ihre Karriere im Fernsehen etwa um das Jahr 2006, als sie erstmals in Werbespots zu sehen war. Dabei war sie unter anderem für den Honda-Konzern im Einsatz, wurde aber häufig für Werbeaufnahmen von Spielzeugherstellern gebucht. So stand sie unter anderem für Fisher-Price oder Mattel vor der Kamera, kam aber zum Beispiel im Jahre 2009 auch zu Auftritten für die Gourmetrestaurantkette Lawry’s. Bereits in den Jahren 2006 bis 2007 war sie des Öfteren im Werbeblock Kids’ CBC auf CBC Television zu sehen. Neben zahlreichen Einsätzen im Jahre 2010, unter anderem für Kellogg’s, hatte sie ihren letzten Auftritt in einem Werbespot mit dem international verkauften Spiel UNO Attack im Jahre 2011. Ihre eigentliche Schauspielkarriere in Film und Fernsehen begann etwa um das Jahr 2009. In diesem Jahr war sie zum ersten Mal in einer nennenswerten Produktion zu sehen, wobei sie in diesem Fall einen Auftritt in einer Episode von Fringe – Grenzfälle des FBI hatte. Weitere Auftritte konnte sie schließlich im darauffolgenden Jahr 2010 verbuchen, wo sie unter anderem in einer Nebenrolle in Gunless zu sehen war. Außerdem hatte sie in diesem Jahr im rund 15-minütigen Kurzfilm Kid’s Court die Rolle der Richterin Jenny, eine Hauptrolle, inne. Einen weiteren Einsatz konnte sie im ebenfalls 2010 veröffentlichten Film Santa Pfotes großes Weihnachtsabenteuer verzeichnen, wo sie abermals in einer wesentlichen Nebenrolle in Erscheinung trat. Bei den Winter-Paralympics 2010 in Vancouver war die junge Nachwuchsschauspielerin als Sprecherin bei der Eröffnungszeremonie zu hören bzw. auch zu sehen. Im Jahre 2011 wurde Melody Choi schließlich für ihre Filmrollen aus dem Jahr 2010 ausgezeichnet. So wurde sie für ihr Engagement in Kid’s Court für einen Young Artist Award in der Kategorie „Best Performance in a Short Film – Young Actress“ nominiert und konnte in der Kategorie „Best Performance in a TV Movie, Miniseries or Special – Supporting Young Actress“ für ihre Rolle der kleinen Mary in Santa Pfotes großes Weihnachtsabenteuer eine weitere Nominierung vorweisen. Für ihre Nebenrolle als Adell im Film Gunless wurde ihr bei der Preisverleihung in Studio City ein Young Artist Award in der Kategorie „Best Performance in a Feature Film – Young Actress Age Ten or Under“ überreicht, eine besondere Auszeichnung für ihre harte Arbeit im Jahr 2009 bzw. 2010.

## Filmografie (Auswahl)
- 2009: Fringe – Grenzfälle des FBI (Fringe, Fernsehserie, Episode 2x09)
- 2010: Gunless
- 2010: Kid’s Court
- 2010: Santa Pfotes großes Weihnachtsabenteuer (The Search for Santa Paws)
- 2012: Smart Cookies
- 2012: Diary of A Wimpy Kid 3: Dog Days

## Nominierungen und Auszeichnungen
Nominierungen
- 2011: Young Artist Award in der Kategorie „Best Performance in a Short Film – Young Actress“ für ihr Engagement in Kid’s Court
- 2011: Young Artist Award in der Kategorie „Best Performance in a TV Movie, Miniseries or Special – Supporting Young Actress“ für ihr Engagement in Santa Pfotes großes Weihnachtsabenteuer

Auszeichnungen
- 2011: Young Artist Award in der Kategorie „Best Performance in a Feature Film – Young Actress Age Ten or Under“ für ihr Engagement in Gunless